# Tetebius latibunus
Genre
Espèce
Tetebius latibunus, unique représentant du genre Tetebius, est une espèce d'opilions laniatores de la famille des Biantidae.

## Distribution
Cette espèce est endémique de la province de Tete au Mozambique. Elle se rencontre vers Tete.

## Description
Le mâle holotype mesure 3 mm.

## Publication originale
- Roewer, 1949 : « Über Phalangodidae II. Weitere Weberknechte XIV. » Senckenbergiana, vol. 30, p. 247–289.